# Kento Hashimoto
Kento Hashimoto (japonès: 橋本拳人)  (Itabashi, 16 d'agost de 1993), és un futbolista japonès que juga com a centrecampista a la SD Huesca.

## Selecció del Japó
Va debutar amb la selecció del Japó el 2019. Va disputar 5 partits amb la selecció del Japó.

## Estadístiques
| Selecció del Japó | Selecció del Japó | Selecció del Japó |
| Anys              | Partits           | Gols              |
| ----------------- | ----------------- | ----------------- |
| 2019              | 7                 | 0                 |
| 2020              | 1                 |                   |
| 2021              | 2                 |                   |
| 2022              | 1                 |                   |
| Total             | 11                | 0                 |